# 小林美鈴
小林 美鈴（こばやし みすず、1989年10月31日 - ）は、日本の女優、タレント。活動当時はエクセルヒューマンエイジェンシーに所属していた。
千葉県出身。趣味は映画鑑賞とスポーツ。特技はジャズダンス。

## 出演

### CM・広告
- 家庭科の教科書 18年度（開隆堂出版）
- ペットフード CM（アイシア）
- パンフレット（中央高等学院）

### テレビドラマ
- ほんとにあった怖い話 恐怖幽便 19「教室の幽霊」（フジテレビ、2004年11月22日） - 少女 役
- 1リットルの涙（フジテレビ、2005年）
- ウルトラマンメビウス 第28話・第40話（中部日本放送、2006年10月14日・2007年1月20日） - 女子高生 役（第28話）、ナオコの同級生 役[1]（第40話）
- メイちゃんの執事（フジテレビ、2009年）